# Husgrundsterrass
Husgrundsterrass är en typ av boplats och en lämning efter ett förhistoriskt eller ett medeltida hus. 

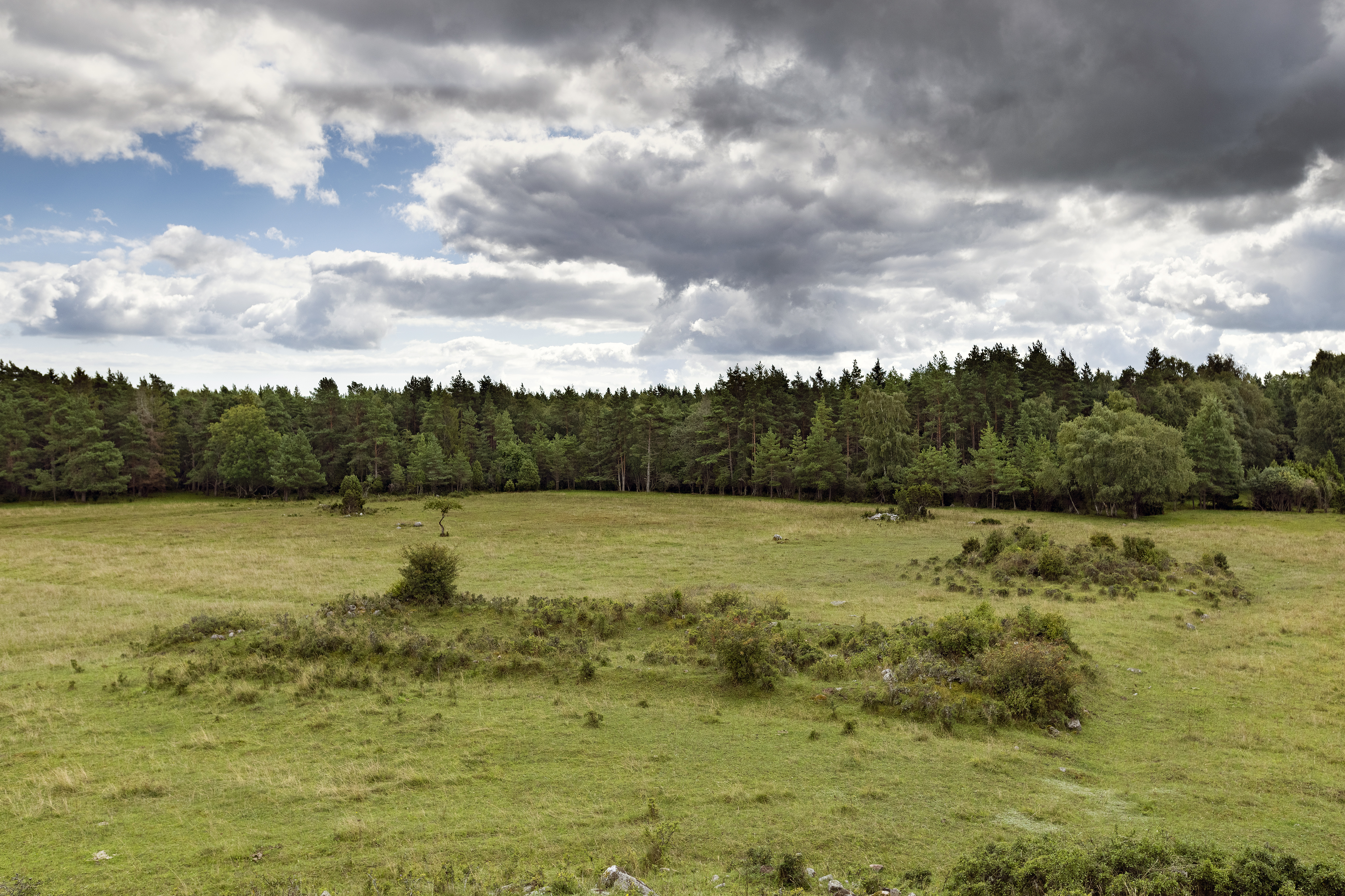
Husgrund "Kämpagrav" vid Bjärs Norrlanda, Gotland

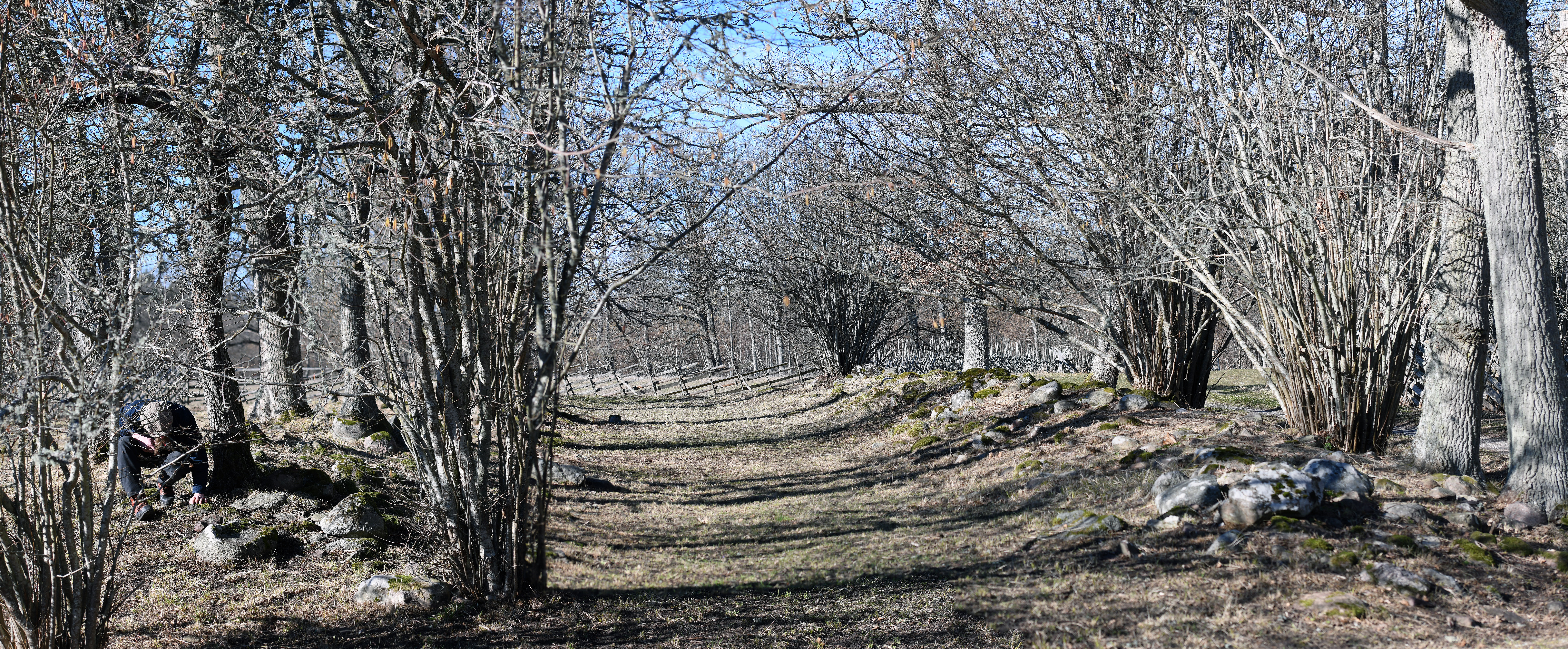
Förhistorisk husgrund "Kämpagrav" Gotland

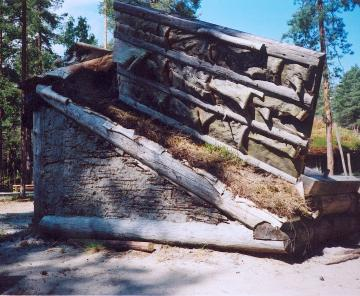
Grophus (rekonstruerat).

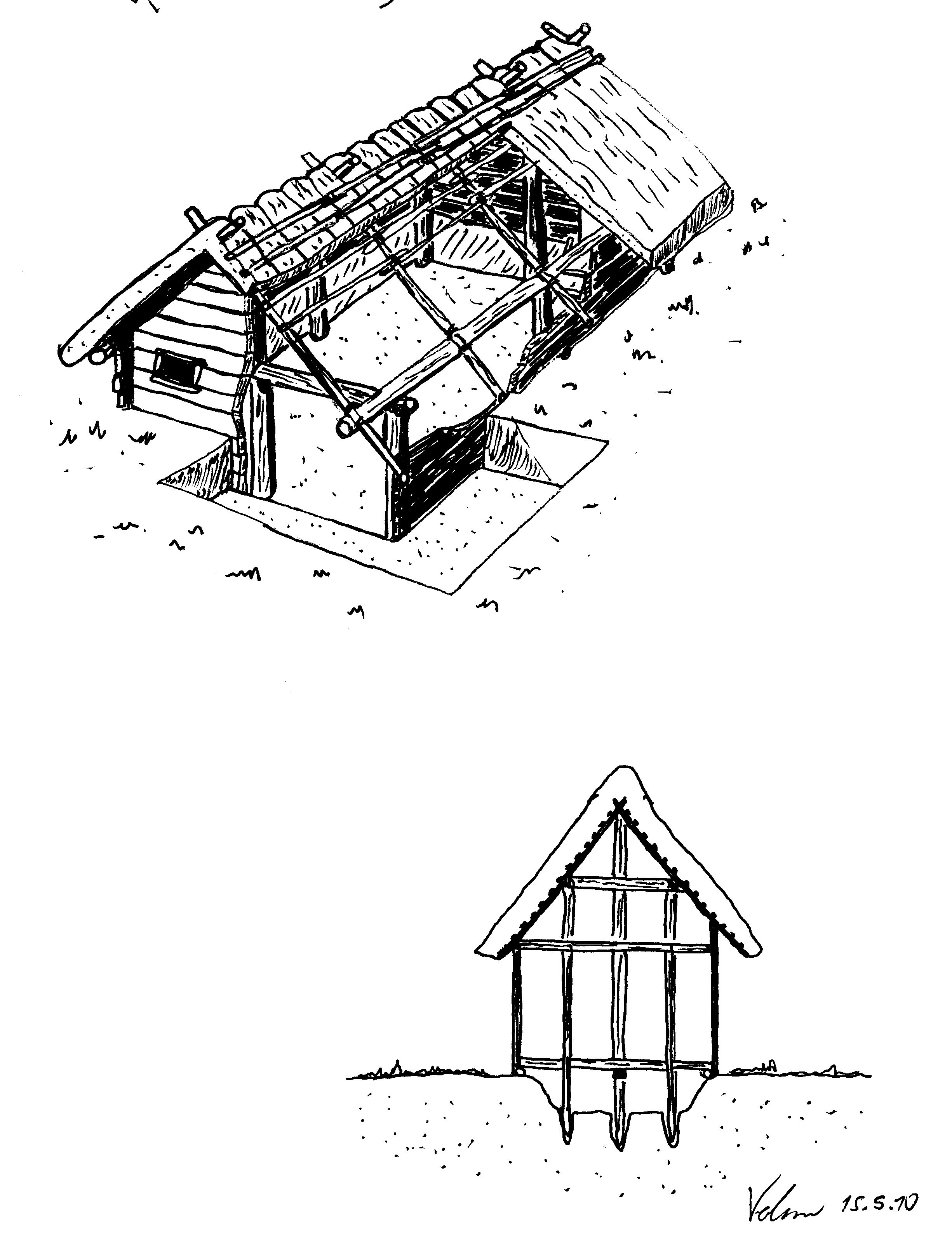
Grophus.

Enligt Riksantikvarieämbetets definition på en husgrundsterrass är de olika typerna av de förhistoriska och medeltida husgrunderna följande.
- Husgrundsterrass avser främst husgrunder i agrara miljöer. En husgrundsterrass består av en terrassanläggning i sluttning begränsad av minst en terrasskant, ofta stensatt, och ibland en ränna i övre kanten.
- Husgrund med vallformig begränsning omfattar förhistoriska husgrunder vars yttre begränsning utgörs av en stenvall eller en sten- och jordblandad vall.
- Kämpagrav  är folklig benämning på de på Gotland ofta i landskapet ofta ganska väl synliga huslämingarna. Den folkliga föreställningen tänkte sig husgrunderna som gravar efter jättemänniskor, "kämpar" som levat i forntiden.[2] Benämningen kämpagrav används dock fortfarande på den typiska gotländska husgrundslämingen, en oval vall efter det långsmala husets väggar placerad på en platå. Ofta ingår kämpagravarna i omfattande stensträngssystem.
- Husplatå. Egenskapsvärdet Husplatå används för uppbyggda husgrundsplatåer vilka ofta begränsas av stenpackningar. Ibland har en naturlig höjd använts som grund för platån.
- Syllstenshus används för huslämningar där de synliga resterna efter husets bärande konstruktion utgörs av syllsten.
- Stolphus används för olika typer av långhus eller mindre bodar där stolphål utgör de synliga resterna efter den bärande konstruktionen.
- Grophus används för huskonstruktioner med nedgrävt golvplan. Stolphål ingår ofta i de synliga resterna efter den bärande konstruktionen men det kan också finnas syllsten. Lämningar efter stolphus och grophus påträffas vanligen vid markarbeten, till exexmpel vid arkeologiska undersökningar.
- Stenhus används för grunder eller ruiner efter medeltida boningshus och ekonomibyggnader av sten.[3]

## På det svenska fastlandet förekommer husgrundsterrasser överallt
Under tidernas lopp har åkerbruket i sluttande marker skapat terrasser i odlingslandskapet. Terrasserna ger terrängen en katakteristisk profil. För ögat uppfattas de som utplanade och stenröjda "trappsteg". 
De husgrundsterrasser, som tillhör de förhistoriska och medeltida boplatserna, har i stort sett samma läge som åkerterrasserna. Tvärtom mot de förhistoriska boplatserna är de inte stenröjda och de vänder sig nästan alltid mot söder som en anpassning till det varmaste och mest skyddade väderstrecket. Framför allt under de senaste decennierna har kännedomen om de förhistoriska och medeltida husgrundsterrasserna ökat. Men alla hus anlades inte på terrasser och sluttningar. Vid arkeologiska undersökningar påträffas många husgrundsterrasser idag under ploglager på slättmark.
Husgrundsterrasser förekommer överallt på det svenska fastlandet. Framförallt i mellersta Norrland förekommer de och i Hälsingland finns ungefär 200 kända och i Medelpad ungefär 85 kända husgrundsterrasser. Längre söderut förekommer också husgrundsterrasser, men inte i samma antal.

## Husgrundsplatåer i Mälarområdet

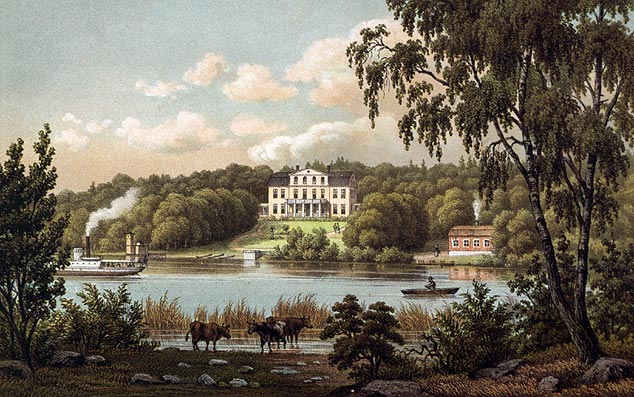
Signhildsberg i Fornsigtuna, 1881. Litografi av Alexander Nay (1822-1883). Ur "Uplands Herregårdar" från 1881, Klingspor & Schlegel.

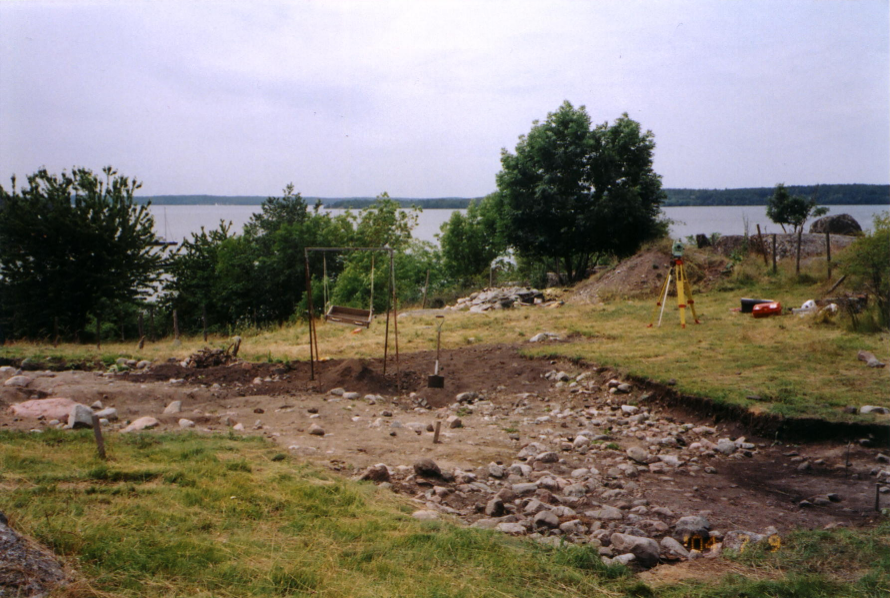
Birka.

Några gårdar, som tillhör järnålder och tidig medeltid har i samband vid arkeologiska undersökningar på ett antal platser visat sig att gårdarna haft högreståndsprägel. Några av gårdarna, som ligger i Mälarområdet, har påträffats och undersökts. Det är till exempel Signhildsberg, som före 1600-talet var känt som Fornsigtuna. Det är en kungsgård som ligger i Håtuna socken. Vidare har husgrundsterrasser påträffats vid Granby-Hyppinge i Orkesta socken, på Adelsö och vid Helgö i Ekerö socken och Sanda i Fresta socken i Vallentuna härad i Uppland. En nyupptäckt (2002) husgrundsterrass i Karsvik i Norra Ängby i Bromma hör också till kategorin platåhus.